# Welcome to Wherever You Are
Welcome to Wherever You Are — восьмой студийный альбом австралийской рок-группы INXS, выпущенный 3 августа 1992 года.

## Об альбоме
Взяв курс на актуальный в первой половине 90-х гранж и альтернативный рок, INXS попытались найти новое направление для себя, а-ля U2 (Achtung Baby), использование ситара, 60-струнного оркестра и гораздо более «сырой» звук. Продюсер Марк Опитц так описал процесс сочинения: «На альбоме много Майкла, Эндрю и меня. Мнение всех и каждого здесь не присутствует, потому что иные из них были заняты существенными переменами в личной жизни». Микшированием занимался Боб Климаунтин
В ходе работы над альбомом INXS выступили на Concert for Life в марте 1992 года, исполнив часть песен под аккомпанемент оркестра и представив две новые песни — «Taste It» и «All Around».
Диск занял 1-е место в чарте Великобритании, 16-е место в американском чарте Billboard 200 и попал в десятку альбомов года по версии журналов Q и The Independent. Однако из-за недостаточной раскрутки альбома звукозаписывающей компанией и отсутствия тура в поддержку альбома (после успешных гастролей в поддержку Kick и X группа взяла отпуск с намерением вернуться с туром в поддержку двух альбомов) альбом продавался хуже предшественников — золото в Британии в 1992 году, платина в США в 1997 году.
Группа выступила на церемонии Australian Record Industry Awards 1993 (номинируясь на «Лучшую группу»), исполнив «Heaven Sent» под фонограмму инструментов, но с живым вокалом.

## Отзывы критиков
Газета Independent и портал Allmusic назвали альбом одной из лучших записей группы. Журнал Q писал: «…это более привлекательная и прочувствованная запись, чем всё, произведённое группой до недавнего времени… Она рулит». Журнал Rolling Stone был более критичен: «Это — музыка, которая привлекает, но не имеет притяжения или резонанса, чтобы удержать ваше внимание… Хатчинс кажется отделённым от своего материала, он беспристрастно компетентен… Богатство музыкальных подарков на альбоме делает эту одномерную поставку ещё более драматичной».
По мнению редакции «Афиша Daily», на альбоме Хатченс успешно примерил на себя роль «не смутьяна, но сдержанного романтика».

## Список композиций
Все композиции написаны Эндрю Фариссом и Майклом Хатченсом, кроме отмеченных
1. «Questions» — 2:19 (Эндрю Фаррисс)
2. «Heaven Sent» — 3:18 (Эндрю Фаррисс)
3. «Communication» — 5:29
4. «Taste It» — 3:27
5. «Not Enough Time» — 4:26
6. «All Around» — 3:30
7. «Baby Don’t Cry» — 4:57
8. «Beautiful Girl» — 3:33
9. «Wishing Well» — 3:40
10. «Back on Line» — 3:24 (Джон Фаррисс, Майкл Хатченс)
11. «Strange Desire» — 4:39
12. «Men and Women» — 4:38 (Майкл Хатченс)

бонусы переиздания 2002 года
1. «The Answer» — 4:53
2. «Wishing Well» (Alternate version) — 3:30
3. «All Around» (Alternate version) — 3:25
4. «The Indian Song» — 4:50
5. «Heaven Sent» (Waltz version) — 3:01

## Участники записи
- Майкл Хатченс — вокал
- Кирк Пенгилли — гитара, саксофон, бэк-вокал
- Тим Фаррисс — соло-гитара
- Эндрю Фаррисс — гитара, клавишные
- Гарри Гэри Бирс — бас-гитара
- Джон Фаррисс — ударные, перкуссия

а также
- Australian Concert Orchestra под управлением Колина Пайпера — оркестр («Baby, Don’t Cry», «Men and Women»)
- Филип Харти — концертмейстер
- Нил Сэндбах — оркестровый инженер
- Мик Кенни, Эндрю Фаррисс — оркестровые аранжировки («Baby, Don’t Cry», «Men and Women»)
- Дени Хайнс — бэк-вокал («Not Enough Time», «Strange Desire»)
- Sunil De Silva — перкуссия («Not Enough Time»)

## Чарты и сертификаты
| Чарт (1992-1993)                 | Наивысшая позиция |
| -------------------------------- | ----------------- |
| Австралия (ARIA)                 | 2                 |
| Австрия (Ö3 Austria)             | 18                |
| Канада (RPM)                     | 10                |
| Нидерланды (Album Top 100)       | 35                |
| Франция (SNEP)                   | 31                |
| Германия (Media Control)         | 8                 |
| Новая Зеландия (RMNZ)            | 8                 |
| Норвегия (VG-lista)              | 3                 |
| Швеция (Sverigetopplistan)       | 1                 |
| Швейцария (Schweizer Hitparade)  | 2                 |
| Великобритания (UK Albums Chart) | 1                 |
| США (Billboard 200)              | 16                |

| Регион                                                      | Сертификация | Продажи    |
| ----------------------------------------------------------- | ------------ | ---------- |
| Австралия (ARIA)                                            | Золотой      | 35 000^    |
| Канада (Music Canada)                                       | Золотой      | 50 000^    |
| Швеция (GLF)                                                | Золотой      | 50 000^    |
| Швейцария (IFPI Switzerland)                                | Золотой      | 25 000^    |
| Великобритания (BPI)                                        | Золотой      | 100 000^   |
| США (RIAA)                                                  | Платиновый   | 1 000 000^ |
| Итого                                                       |              |            |
| Worldwide (IFPI)                                            | н/д          | 2,000,000  |
| ^ Данные о тиражах приведены только на основе сертификации. |              |            |